# Parque Continental (bairro de São Paulo)
Parque Continental é um bairro localizado no distrito do Jaguaré, na zona oeste da cidade brasileira de São Paulo.
Pertencente a subprefeitura da Lapa.
O bairro é conhecido pelo seu famoso shopping que leva o mesmo nome.  O Shopping Continental. Também conta com ruas residenciais arborizadas. A maioria de suas casas é térrea, mas contém sobrados em minoria. O local possui poucas torres de prédios.  O comércio no bairro foi feito a modo atingir apenas a população local.  Sua principal via de acesso é a Avenida Corifeu de Azevedo Marques.